# Campeonato Nacional de Rodeo de 1997
El Campeonato Nacional de Rodeo de 1997 fue el primer campeonato de rodeo chileno que se disputó en la remodelada Medialuna Monumental de Rancagua. Este nuevo recinto fue inaugurado el 17 de abril de 1997 y pasó a tener una capacidad de 8.000 a 12.000 espectadores, a su inauguración acudieron las máximas autoridades del país, liderados por el presidente Eduardo Frei Ruiz-Tagle. El campeonato fue disputado entre el 18 y el 20 de abril de 1997.
Los rodeos clasificatorios para acceder al campeonato nacional se disputaron en las medialunas de Osorno (clasificatorio sur), San Carlos (clasificatorio norte) y Gil Letelier de Santiago (repechaje).
Este campeonato fue la versión número 49 y fue disputado por las colleras clasificadas durante la temporada 1996-1997. Los primeros campeones en la nueva Medialuna Monumental fueron los jinetes de la Asociación Osorno Alejandro Alvariño Parro y Héctor "Titín" Navarro Ruz, quienes montaron a Amuleto y Morenita, respectivamente y anotaron un total de 33 puntos en la Serie Campeones.
En la tarde de la inauguración del campeonato y de la Medialuna Monumental, un fuerte sismo sacudió la enorme estructura. Mucha gente se levantó de sus asientos e incluso algunos huyeron. Alberto Sartori, arquitecto de la medialuna, se mantuvo inmóvil en su asiento y cuando concluyó el movimiento, levantó sus brazos, sonriente, en señal de que su obra era muy segura y resistente.
La tradicional prueba del movimiento de la rienda fue ganada por Ricardo González, quien montó a Bolita y realizó 53 puntos. El ejemplar que ganó el "sello de raza" fue Cureña de propiedad de Ramón Cardemil.

## Resultados

### Serie de campeones
| Cuarto Animal 1997 | Cuarto Animal 1997                  | Cuarto Animal 1997         | Cuarto Animal 1997 | Cuarto Animal 1997 |
| ------------------ | ----------------------------------- | -------------------------- | ------------------ | ------------------ |
| Lugar              | Jinetes                             | Caballos                   | Asociación         | Puntaje            |
| 1º                 | Alejandro Alvariño y Héctor Navarro | "Amuleto" y "Morenita"     | Osorno             | 33                 |
| 2º                 | Alejandro Loaiza y Pablo Aguirre    | "Chupalla" y "Sosegá"      | Valdivia           | 30+9               |
| 3º                 | José Manuel Pozo y Alejandro Pozo   | "Campo Bueno II" y "Peumo" | Talca              | 30+6               |
| 4º                 | Pedro Galaz y Jack Muñoz            | "Por Fin" y "El Chispa"    | Curicó             | 28                 |
| 5º                 | Juan Carlos Loaiza y Eduardo Tamayo | "Esbelta" y "Escandalosa"  | Valdivia           | 27                 |
| 6º                 | Juan Cardemil y Alfonso Navarro     | "Cadejo" y "Filtrado"      | Curicó             | 26                 |
| 7º                 | Miguel Zunino y José Astaburuaga    | "Pretal" y "Canteado"      | Biobío             | 25                 |

### Serie Mixta-Criaderos
- 1.º Lugar: Fernando Navarro y Alfonso Navarro en "Monarca" y "Vizcacha" (Curic̪o), 26 puntos.[6]
- 2.º Lugar: Juan Carlos Loaiza y Eduardo Tamayo en "Es Cosa" y "Escorpi̪on" (Valdivia), 25 puntos.
- 3.º Lugar: Alejandro Alvariño y H̪ector Navarro en "Amuleto" y "Morenita" (Osorno), 25 puntos.

### Serie Caballos
- 1.º Lugar: Pedro Galaz y Jack Muñoz en "Por Fin" y "El Chispa" (Curicó), 30 puntos.[7]
- 2.º Lugar: Mariano Torres y Gastón Salazar en "Ensueño" y "Entaquillado" (Linares), 26 puntos.
- 3.º Lugar: Óscar Bustamante y Óscar Bustamante en "Pataleo" y "Piguchen" (Talca), 25 puntos.

### Serie Yeguas
- 1.º Lugar: Leonardo García y Eugenio Mendoza en "Rastra" y "Belicosa" (Cautín), 35 puntos.[8]
- 2.º Lugar: Alejandro Loaiza y Pablo Aguirre en "Chupalla" y "Sosega" (Cautín), 30 puntos.
- 3.º Lugar: Claudio Burgos y Nibaldo López en "Negra Linda" y "Pitagua" (Ñuble), 30 puntos.

### Serie Potros
- 1.º Lugar: Joaquín Grob y Camilo Padilla en "Barrilete" y "Deleite" (Valdivia), 31 puntos.[9]
- 2.º Lugar: Jaime Muñoz y José Quezada en "Fugitivo" y "Ncauto" (Talca), 29 puntos.
- 3.º Lugar: Rodrigo Ananías y Pablo Reyes en "Andrajo" y "Asteco" (Biobío), 28 puntos.

### Primera Serie Libre A
- 1.º Lugar: César López y Guillermo Mondaca en "Rotoso" y "Siempre Alegre" (Osorno), 30 puntos.[10]
- 2.º Lugar: Eduardo Tamayo y Juan Loaiza en "Especial" y "Escogido" (Valdivia), 28 puntos.
- 3.º Lugar: Gonzalo Urrutia y Claudio Cardemil en "Cubano" y "Mentiroso" (Colchagua), 27 puntos.
- 4.º Lugar: Pedro Galaz y Jack Muñoz en "Campiña" y "Amancay" (Curicó), 24 puntos.
- 5.º Lugar: Gabriel González y José Meier en "Satanás" y "Callejero" (Cautín), 20 puntos.

### Primera Serie Libre B
- 1.º Lugar: Luis Elwanger y Luis Morales en "Esquinero" y "Escandaloso" (Osorno), 33 puntos.[11]
- 2.º Lugar: José Pozo y Alejandro Pozo y  en "Campo Bueno II" y "Peumo" (Talca), 27 puntos.
- 3.º Lugar: Juan Loaiza y Eduardo Tamayo en "Esbelta" y "Escandalosa" (Valdivia), 27 puntos.
- 4.º Lugar: Mauricio Villarroel y Juan Villarroel en "Cariñosa" y "Chunga" (Los Andes), 25 puntos.
- 5.º Lugar: Luis Pérez y Aliro Pérez en "Zarzuela" y "Estimada" (Osorno), 25 puntos.

### Segunda Serie Libre A
- 1.º Lugar: Francisco Infante y Mario Tamayo en "Charchalero" y "Regodeón" (Melipilla), 31 puntos.[12]
- 2.º Lugar: Claudio Follert y Claudio Ríos en "Amigo Mío" y "Chirio" (Osorno), 30 puntos.
- 3.º Lugar: Enrique Schwalm y Luis Dinamarca en "Tallarín" y "Rebuscada" (Osorno), 29 puntos.
- 4.º Lugar: Juan Cardemil y Alfonso Navarro en "Acomodado" y "Chispazo" (Curicó), 25 puntos.

### Segunda Serie Libre B
- 1.º Lugar: Fernando Barra y Guillermo Barra en "Bienvenida" y "Picarda" (Curicó), 32 puntos.[13]
- 2.º Lugar: Juan Cardemil y Alfonso Navarro en "Cadejo" y "Filtrado" (Curicó), 27 puntos.
- 3.º Lugar: Hernán Monsalve y Francisco Navarro en "Yelcho II" y "Yunque" (Osorno), 27 puntos.
- 4.º Lugar: Alberto Cardemil y Alfonso Navarro en "Buscada" y "Cureña" (Curicó), 26 puntos.

### Tercera Serie Libre A
- 1.º Lugar: Eugenio Navarrete y Luis Huenchul en "Ganchito Espectacular" y "Venenoso" (Valdivia), 32 puntos.[14]
- 2.º Lugar: Gabriel Orphanopoulos y Mariano Torres en "Calicanto" y "Salteo" (Linares), 28 puntos.
- 3.º Lugar: Manuel Angulo y Alejandro Epple en "Rotosita" y "Garantía" (Osorno), 27 puntos.

### Tercera Serie Libre B
- 1.º Lugar: Gonzalo Vial y René Guzmán en "Lamentado" y "Toñito" (O'Higgins y Biobío), 33 puntos.[15]
- 2.º Lugar: Enrique Schwalm y Luis Dinamarca en "Campesina" y "Capilla" (Osorno), 32 puntos.
- 3.º Lugar: Marcelo Zunino y José Astaburuaga en "Canteado" y "Pretal" (Biobío), 21 puntos.

## Clasificatorios
- Osorno: Renato Dinamarca y Juan Mundaca en "Bandurria" y "Buenazo" (Ñuble), 32 puntos.[16]
- Curicó: Juan Pablo Cardemil y Alfonso Navarro en "Acomodado" y "Chispazo" (Curicó), 27 puntos.[17]
- Santiago: Pedro Galaz y Jack Muñoz en "Por Fin" y "El Chispa" (Curicó), 36 puntos.[18]

## Cuadro de honor temporada 1996-1997

### Jinetes
- 1.º Héctor Navarro[19]
- 2.º Alfonso Navarro
- 3.º Juan Pablo Cardemil
- 4.º Alejandro Loaiza
- 5.º Alejandro Alvariño
- 6.º José Manuel Pozo
- 7.º Alejandro Pozo
- 8.º Pablo Aguirre
- 9.º Eduardo Tamayo
- 10.º Jack Muñoz

### Caballos
- 1.º Peumo
- 2.º Por Fin
- 3.º El Chispa
- 4.º Escogido
- 5.º Acomodado
- 6.º Ensueño
- 7.º Pataleo
- 8.º Especial
- 9.º Entaquillado
- 10.º Picardo

### Yeguas
- 1.º Morenita
- 2.º Buscada
- 3.º Sosegá
- 4.º Chupalla
- 5.º Rastra
- 6.º Cureña
- 7.º Esbelta
- 8.º Belicosa
- 9.º Escandalosa
- 10.º Negra Linda

### Potros
- 1.º Amuleto
- 2.º Campo Bueno II
- 3.º Canteado
- 4.º Cadejo
- 5.º Pretal
- 6.º Fugitivo
- 7.º Barrilete
- 8.º Amigo Mío
- 9.º Filtrado
- 10.º Deleite